# Sahwat al-Khudr
Sahwat al-Khudr (tiếng Ả Rập: سهوة الخضر; cũng đánh vần Sahwat al-Khidr hoặc Sahwet el-Khodar) là một ngôi làng ở miền nam Syria, một phần hành chính của quận al-Suwayda của Tỉnh al-Suwayda, nằm ở phía nam al-Suwayda. Trong cuộc điều tra dân số năm 2004, nó có dân số 3.625. Ngôi làng được đặt theo tên của một nhà thờ thời Byzantine được đặt tên dành riêng cho Saint George (được người Hồi giáo địa phương gọi là "al-Khudr"). Nó được Druze tái định cư vào giữa thế kỷ 19 sau một thời gian bị bỏ hoang.

## Lịch sử
Sahwat al-Khudr nhận được tên từ một nhà thờ cổ Byzantine dành riêng cho Saint George, người được người Hồi giáo xác định là "al-Khudr". Một dòng chữ trên một tượng đài trong nhà thờ có từ năm 306 CE.
Năm 1596, nó xuất hiện trong sổ đăng ký thuế Ottoman dưới tên Sahut al-Qamh, nằm ở Nahiya của Bani Nasiyya của Qada của Hawran. Dân số là 142 hộ gia đình và 54 cử nhân, tất cả đều theo đạo Hồi. Họ đã trả mức thuế cố định 40% cho các sản phẩm nông nghiệp, bao gồm lúa mì, lúa mạch, cây trồng mùa hè, vườn nho, dê và ong; ngoài các khoản thu không thường xuyên và một nhà máy nước; tổng cộng 31.300 akçe.
Sahwat al-Khudr đã bị bỏ rơi một thời gian, nhưng đã được Druze định cư từ năm 1857 đến 1860 với sự khuyến khích của Ismail al-Atrash, một Druze sheikh (thủ lĩnh) nổi tiếng ở Hauran. Vào giữa thế kỷ 19, Albert Socin, một nhà phương Đông châu Âu lưu ý rằng Sahwat al-Khudr là "một thị trấn đổ nát với một lâu đài và một nhà thờ" được bao quanh bởi một khu vực có rừng. Đền thờ al-Khudr trong làng được tất cả các giáo phái của vùng lân cận tôn kính.
Vào cuối những năm 1960, nhà địa lý người Pháp Robert Boulanger đã mô tả Sahwat al-Khudr là "một nơi rất đẹp như tranh vẽ" với một nhà thờ Hồi giáo cũ trước đây là một ngôi đền ngoại giáo ở Antiquity. Phòng cầu nguyện của nhà thờ Hồi giáo có một cột với dòng chữ Nabataean. Người dân trong làng giết mổ cừu bên ngoài nhà thờ Hồi giáo hàng năm.

## Địa lý
Các địa phương gần đó bao gồm Salah ở phía đông bắc, Miyama ở phía bắc, Hubran ở phía tây bắc, Salkhad ở phía tây nam và Orman ở phía nam.